# Steve Williams (canottiere)
Stephen David Williams, detto Steve (Leamington Spa, 15 aprile 1976), è un canottiere britannico, vincitore di due medaglie d'oro nel quattro senza, sia a Atene 2004 che a Pechino 2008.

## Palmarès
- Olimpiadi

Atene 2004: oro nel 4 senza.
Pechino 2008: oro nel 4 senza.
- Campionati del mondo di canottaggio

2000 - Zagabria: oro nel 4 con.
2001 - Lucerna: oro nel 4 senza.
2002 - Siviglia: argento nel 4 senza.
2003 - Milano: argento nel 4 senza.
2005 - Kaizu: oro nel 4 senza.
2006 - Eton: oro nel 4 senza.